# Georges Wohlfart
Georges Wohlfart (* 13. Juli 1950 in Helmdingen; † 13. Februar 2013) war ein luxemburgischer Mediziner und Politiker der LSAP.

## Leben
Georges Wohlfart, Sohn des Politikers Joseph Wohlfart, studierte in Lüttich Medizin und ließ sich 1980 in Hosingen als Arzt nieder.
Zwischen 1984 und 1989 sowie von 1999 bis 2004 war er Abgeordneter in der Chambre des Députés. Wohlfart wurde 1989 Staatssekretär im Außenministerium, schließlich 1998 Minister für Gesundheit und Sport.
Wohlfart lebte in Hosingen, begeisterte sich für den Radsport und wirkte als gelernter Arzt bei der Luxemburg-Rundfahrt als Sportmediziner mit. Von 1996 bis 1998 war er Präsident der Fédération du Sport Cycliste Luxembourgeois (F.S.C.L), des Luxemburger Radsportverbandes.